# Калабич, Никола
Никола Калабич (серб. кир. Никола Калабић ; 20 декабря 1906—1946) — один из командиров югославских четников во время Второй Мировой войны. Его сотрудничество с югославскими спецслужбами под принуждением привело к поимке командующего четников Дражи Михаийловича.

## Ранние годы
Родился в семье Милана и Йоки Калабичей в Подновле (муниципалитет Добой) на территории современной Республике Сербской (Босния и Герцеговина). У него была сестра по имени Ангелина (1912—1999).
Отец Николы расстался с женой Йокой после Первой Мировой войны и в общей сложности женился трижды. Никола сначала жил со своим отцом, поэтому он ходил в школу в тех местах, где его отец служил в сербской армии. В конце концов он окончил шесть классов гимназии, а затем стал студентом геодезии в Белграде. Во время учёбы он познакомился с будущей женой Боркой (на год младше его), родом из Райковичей недалеко от Валево на территории современной Сербии из семьи давних сторонников Народной радикальной партии и Николы Пашича. Борка и Никола поженились в 1929 году, а 3 августа 1930 года у них родились близнецы Мирьяна и Милан. Их первая служба была в Белграде. Затем они переехали в Аранджеловац и, наконец, вернулись в Валево (где сегодня живут потомки Калабичей). Никола Калабич до начала Второй Мировой войны работал в отделе земельного кадастра в Валево.

## Вторая Мировая война
Во время Второй Мировой войны Никола Калабич был командиром элитного формирования Дражи Михайловича под названием Горная королевская гвардия. 26 ноября 1943 года вместе с генеральным инспектором Четникских войск полковником Симичем он в тайне от остальных четников заключил официальное соглашение о сотрудничестве (нем. Waffenruhe-Verträge) с представителем германского военного командующего в Юго-Восточной Европе генералом инфантерии Гансом Фельбером.

### Захват и предполагаемое сотрудничество с югославскими спецслужбами
Ближе к самому концу войны Калабич и многие другие четники пытались спрятаться в сельских районах страны, ожидая попытки свергнуть новое правительство. У ОЗНА («Отдела по защите народа») был план по захвату членов движения четников и других военных организаций за пределами Югославии. Там агенты ОЗНА проникли в сеть поддержки Калабича и арестовали его в ходе тайной операции 5 декабря 1945 года.
Через несколько дней Калабич согласился сотрудничать с ОЗНА в их усилиях по поиску и аресту Дража Михайловича в обмен на иммунитет от судебного преследования. Однако это утверждение было поставлено под сомнение членами семьи Калабича, утверждающими, что он не предавал Михайловича. Первоначально Калабичу обещали сохранить жизнь, однако из-за его привычки болтать после выпивки в 1946 году Калабич был тайно казнен югославскими партизанами, хотя это утверждение также подвергается сомнению. Официально был признан умершим в 1946 году судом уже в XXI в.

## Реабилитация
В марте 2012 года Весна Калабич (Драгоевич), внучка воеводы, обратилась в суд с просьбой о реабилитации её деда, которого, по её словам, коммунистические власти без каких-либо основ обвинили в государственной измене. Было предоставлено около 400 иностранных документов в защиту Калабича. В итоге воевода был реабилитирован Высоким судом Валево в мае 2017 года. Это решение, однако, было отменено апелляционным судом Белграда в мае 2018 года, и последующий процесс продолжался в Высоком суде Валево.
7 августа 2022 года Высокий суд Валево во главе с Драганом Обрадовичем окончательно реабилитировал Калабича, сняв с того все обвинения в сотрудничестве с оккупационными властями или совершении каких-либо военных преступлений. В связи с реабилитацией семья Калабичей получила право на наследование земельного участка в Дивчибарах — одном из популярных среди туристов местечек, находящемся в 120 км к югу от Белграда.